# Landskrona konsthall

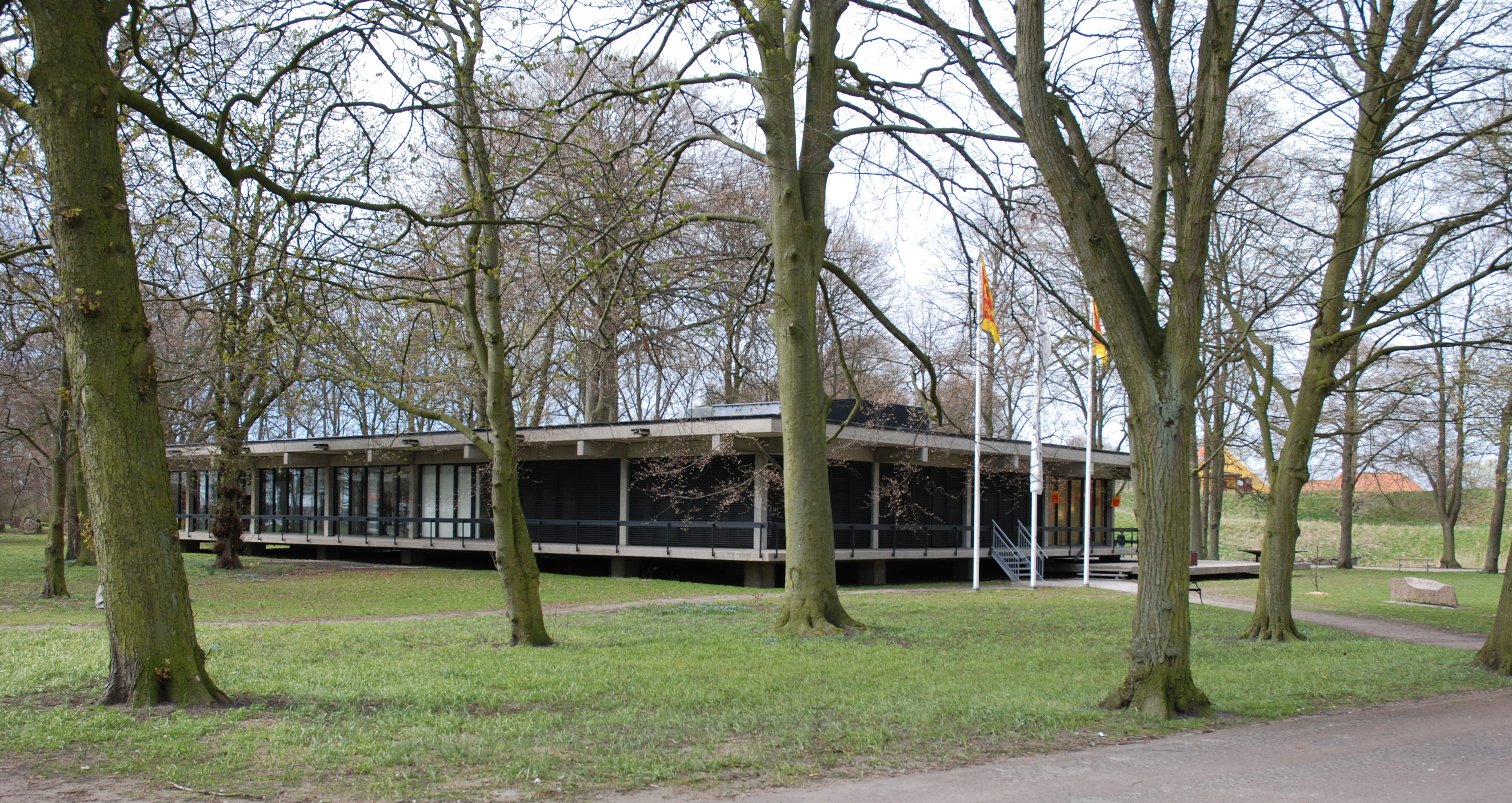
Landskrona konsthall

De Landskrona konsthall is een kunsthal voor wisseltentoonstellingen, gelegen aan de Slottsgatan in de Zweedse stad Landskrona.
De Landskrona konsthall werd in 1963 geopend als expositieruimte voor moderne en hedendaagse kunst. Het gebouw is ontworpen in de stijl van het modernisme door de architecten Sten Samuelson en Fritz Jaenecke.

## Beeldenpark
Sinds 1998 beschikt de kunsthal over een beeldenpark, het Kaptensgårdens skulpturpark, met 20 kunstwerken van 19 beeldhouwers. De beeldencollectie is tot stand gekomen door schenkingen en toont werken van onder anderen:
- Lena Cedergren
- Kaj Engström
- Claes Hake
- Bertil Herlow Svensson
- Acke Hydén
- Britt Ingnell
- Jan Janczak
- Hiroshi Koyama
- Lone Larsen
- Lena Lervik
- Marie Lindström (2 werken)
- Staffan Nihlén
- Bie Norling
- Pål Svensson
- Christian von Sydow
- Ulla Viotti
- Annika Wide

## Fotogalerij beeldenpark

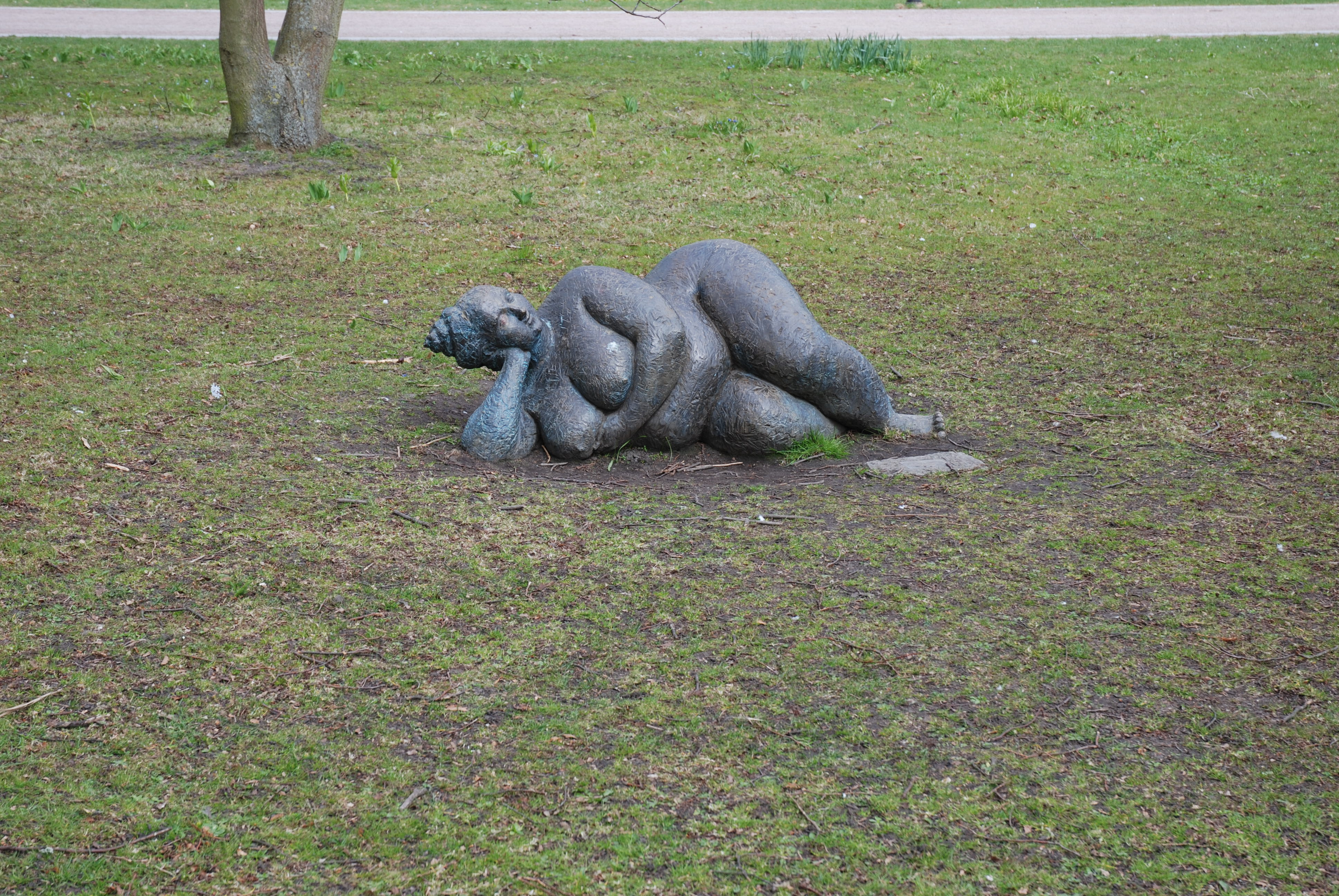
Venus van Lena Lervik
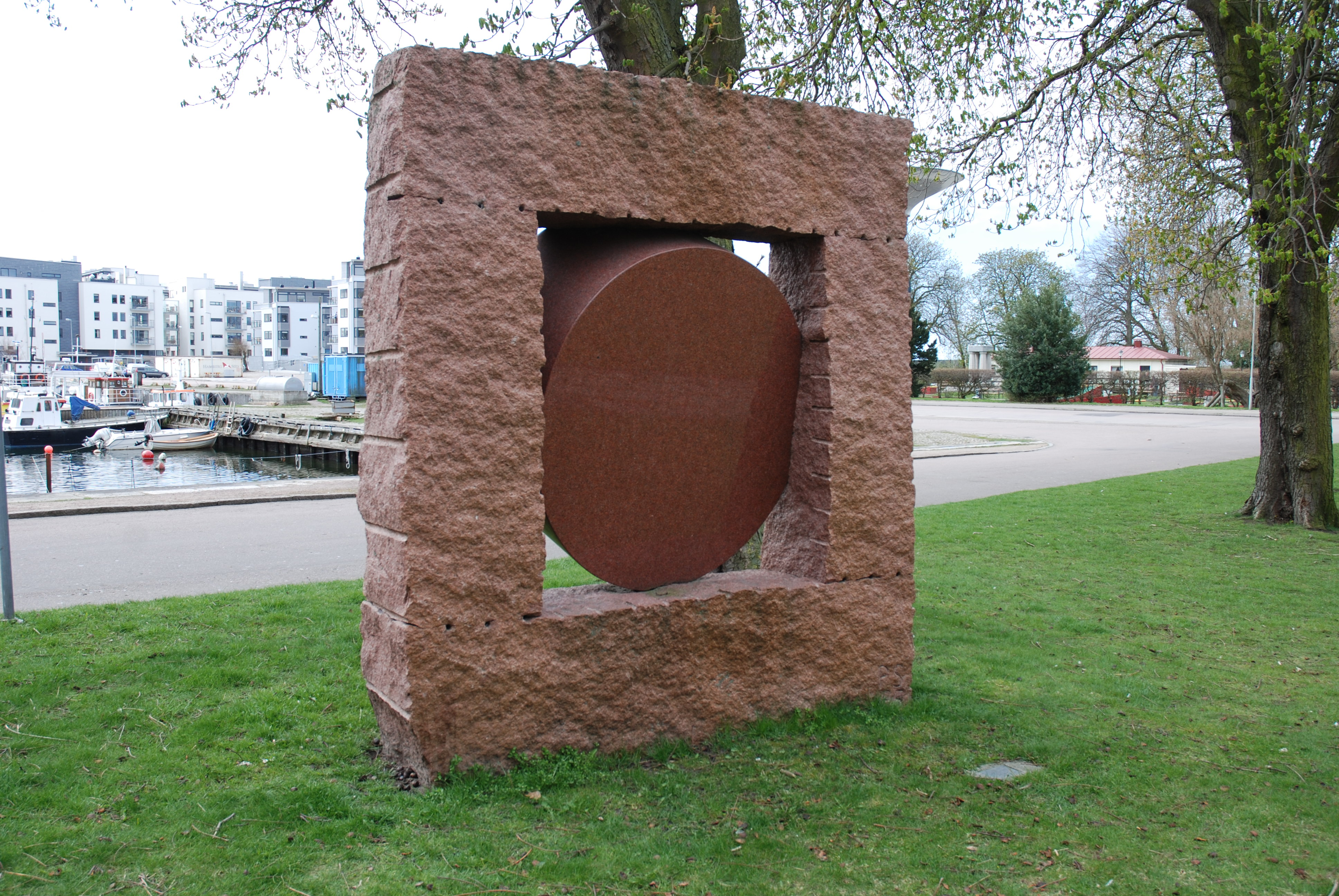
Vattenhjul van Pål Svensson
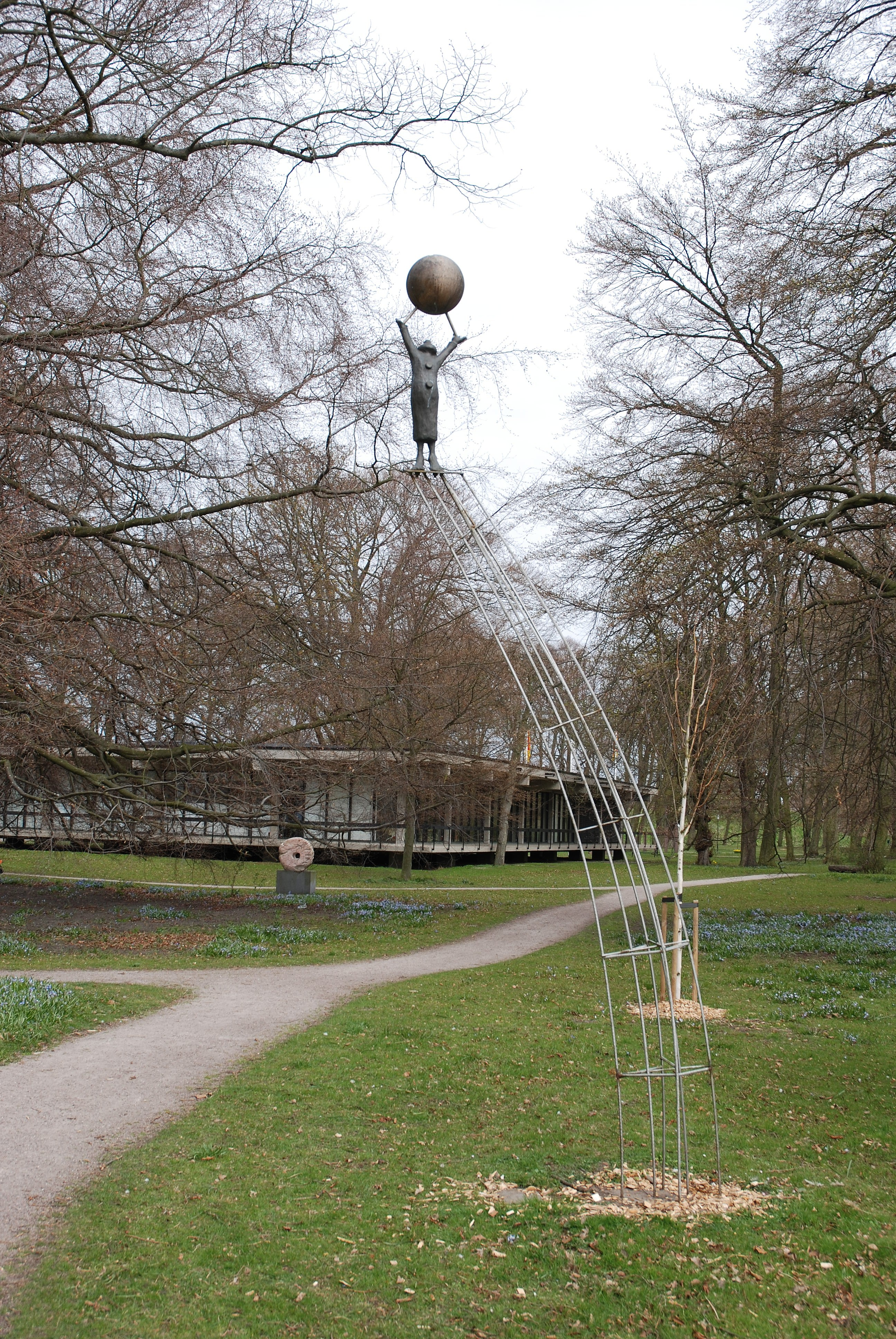
Tankens kraft van Bie Norling
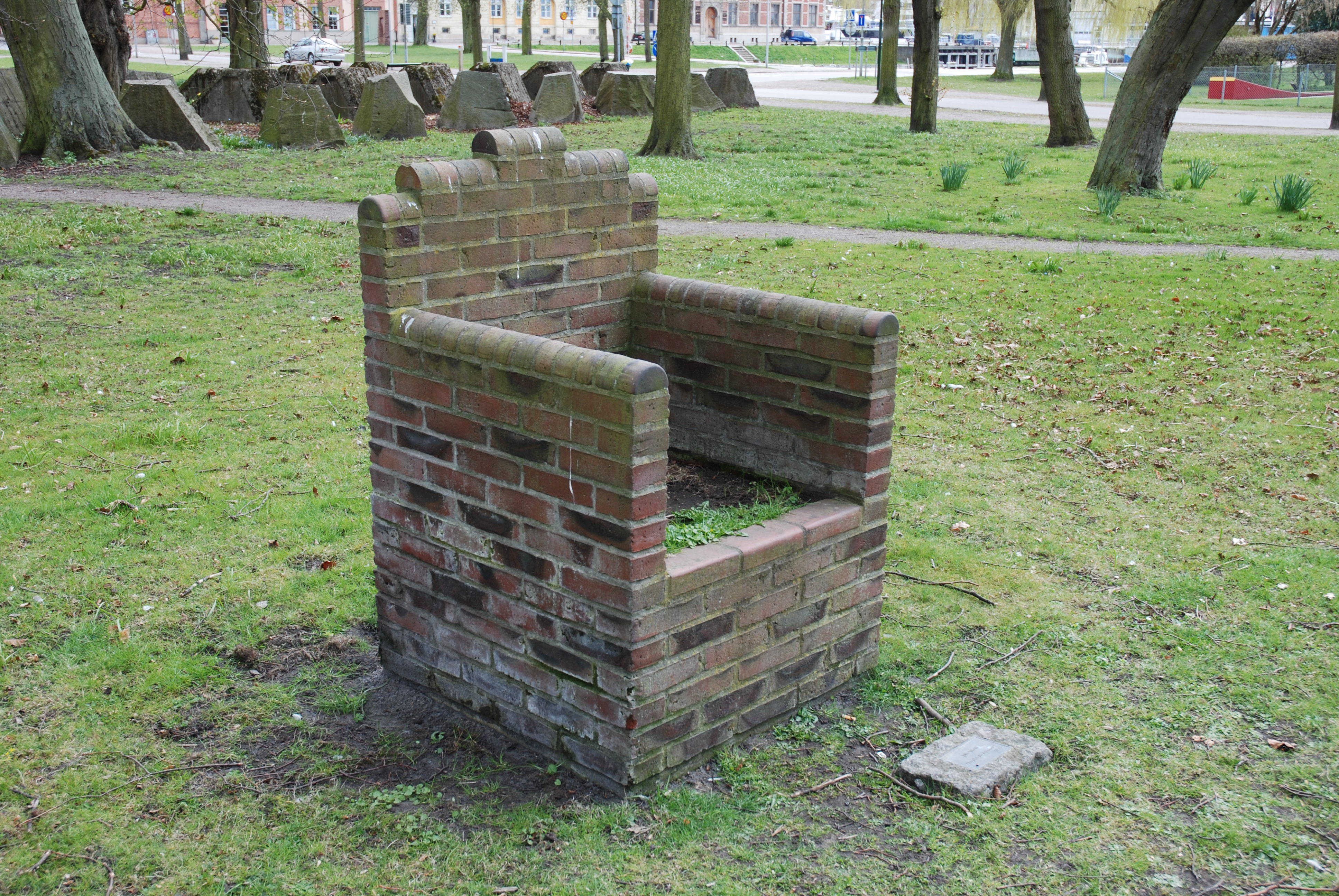
En plats för drömmar van Ulla Viotti
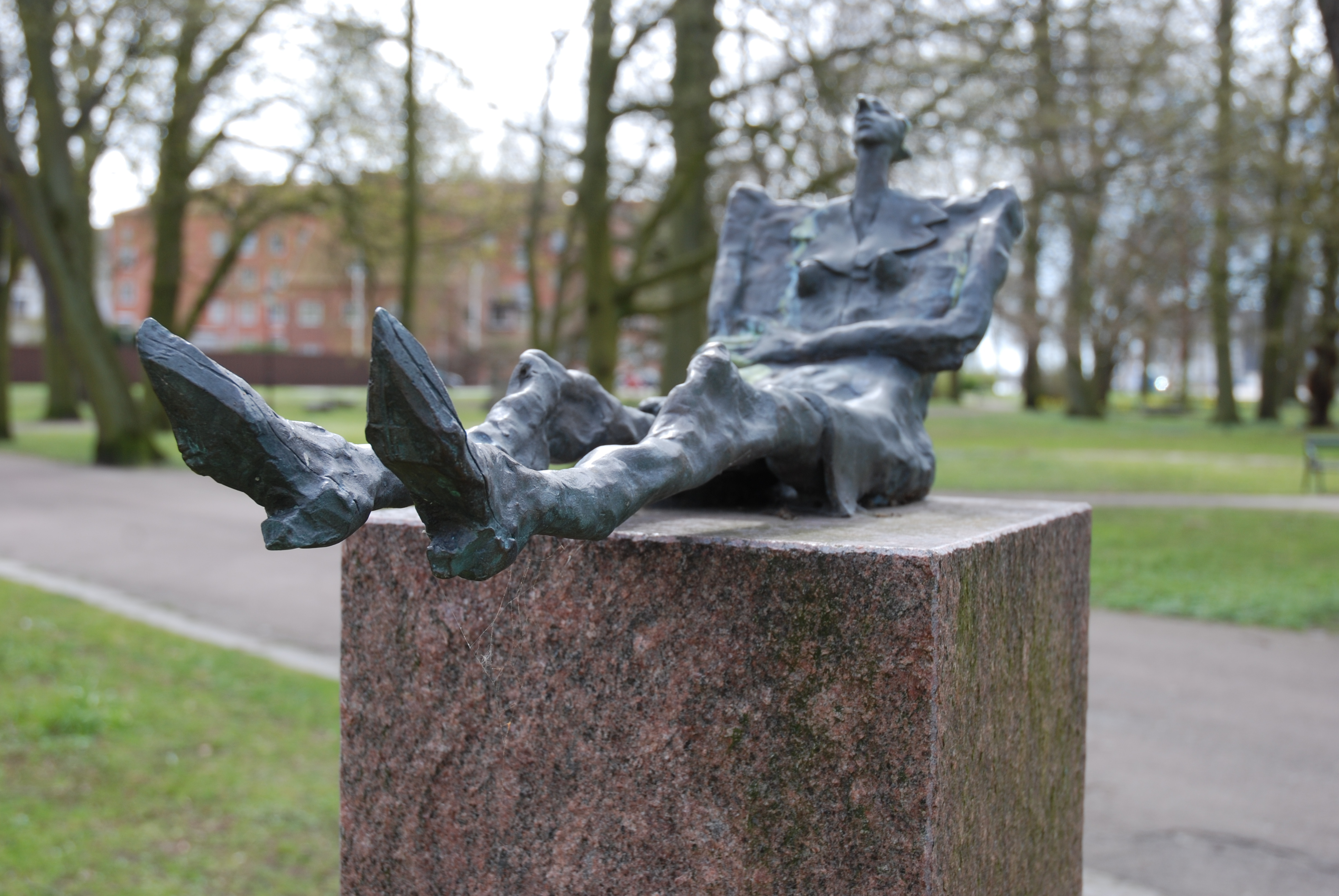
Hon och han van Jan Janczak
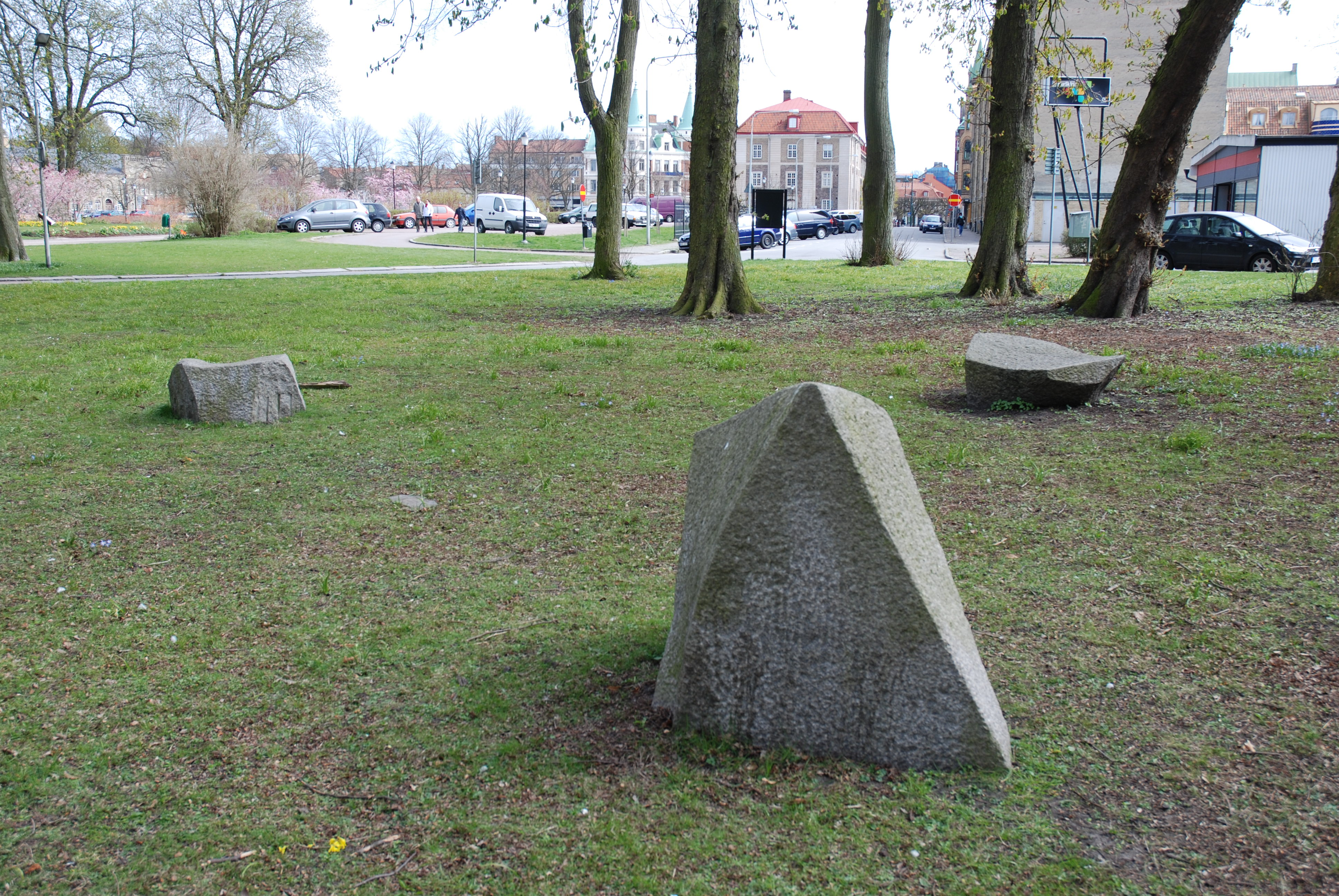
Back to the age van Lone Larsen
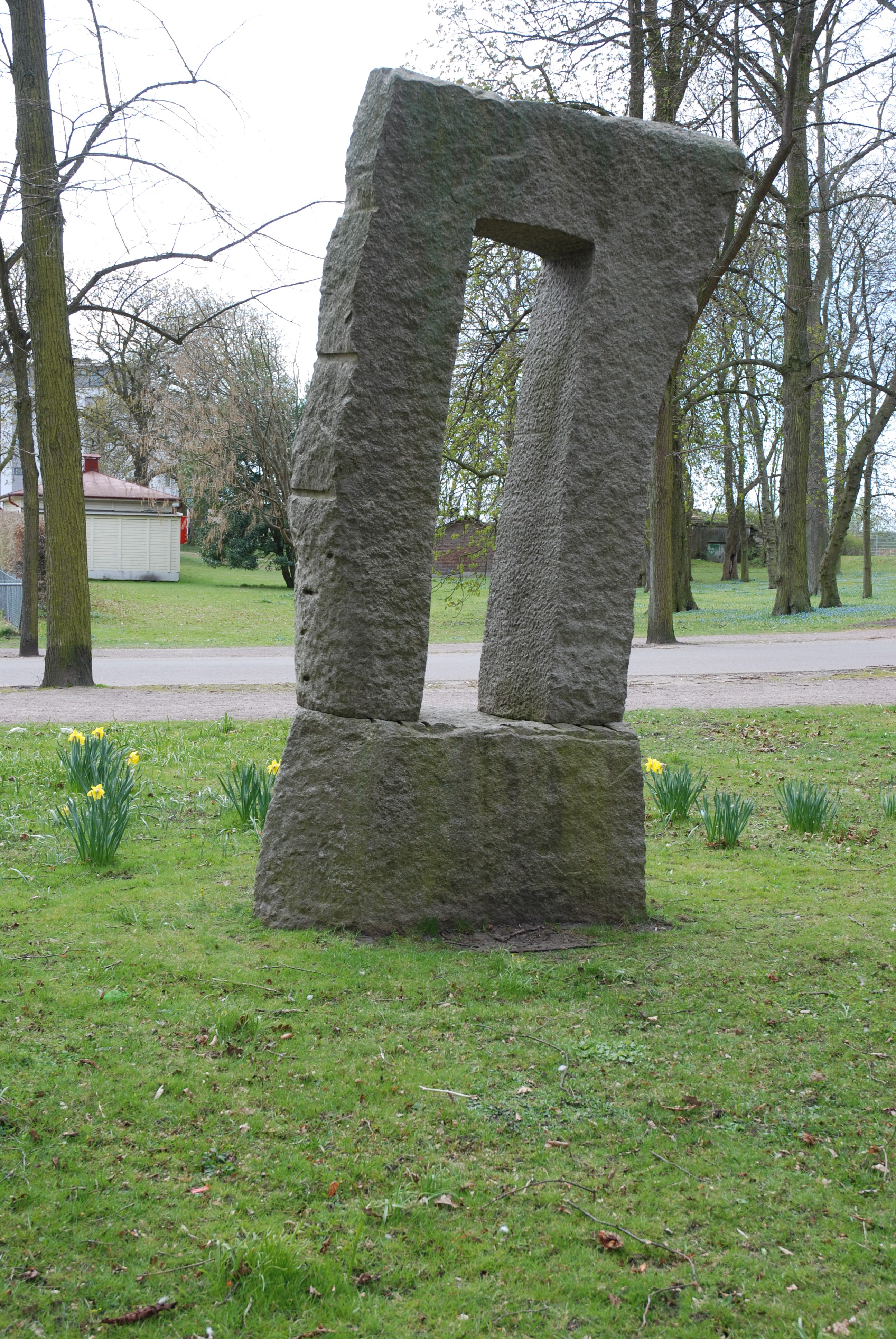
Strykjärnet van Hiroshi Koyama
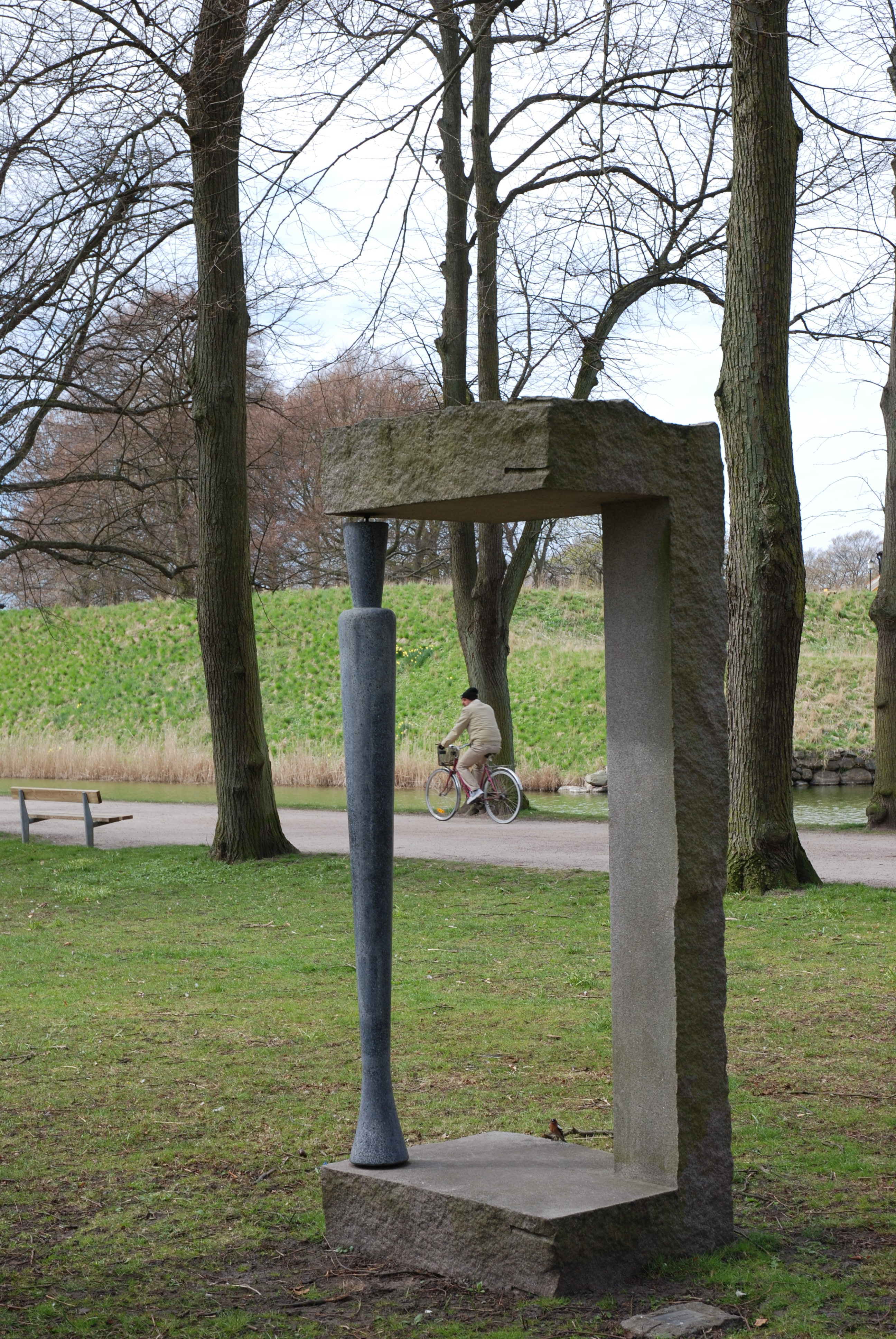
Oxymoron van Acke Hydén